# Vernon Castle
Vernon Castle, nato William Vernon Blyth (Norwich, 2 maggio 1887 – Fort Worth, 15 febbraio 1918), è stato un ballerino inglese che, nei primi anni del Novecento, diventò internazionalmente famoso insieme alla moglie Irene Castle.

## Spettacoli teatrali
- About Town (Broadway, 30 agosto 1906)
- The Great Decide (Broadway, 15 novembre 1906)
- About Town (Broadway, 15 novembre 1906)
- The Girl Behind the Counter (Broadway, 1º ottobre 1907)
- The Mimic World [1908] (Broadway, 9 luglio 1908)
- The Midnight Sons (Broadway, 22 maggio 1909)
- Old Dutch (Broadway, 22 novembre 1909)
- The Summer Widowers (Broadway, 4 giugno 1910)
- The Hen-Pecks (Broadway, 4 febbraio 1911)
- The Lady of the Slipper (Broadway, 28 ottobre 1912)
- The Sunshine Girl, libretto di Paul A. Rubens e Cecil Raleigh (Broadway, 3 febbraio 1913)
- Watch Your Step, libretto di Harry B. Smith (Broadway, 8 dicembre 1914)

## Filmografia
- The Whirl of Life, regia di Oliver D. Bailey (1915)

### Film dove appare il personaggio di Vernon Castle
- La vita di Vernon e Irene Castle (The Story of Vernon and Irene Castle), regia di H.C. Potter - interpretato da Fred Astaire e Ginger Rogers (1939)
- La Vie rêvée de Vincent Scotto film tv, regia di Jean-Christophe Averty - interpretato da Luis Díaz (1973)
- Parade of Stars film tv, regia di Clark Jones - interpretato da Don Correia (1983)